# 郭春秧

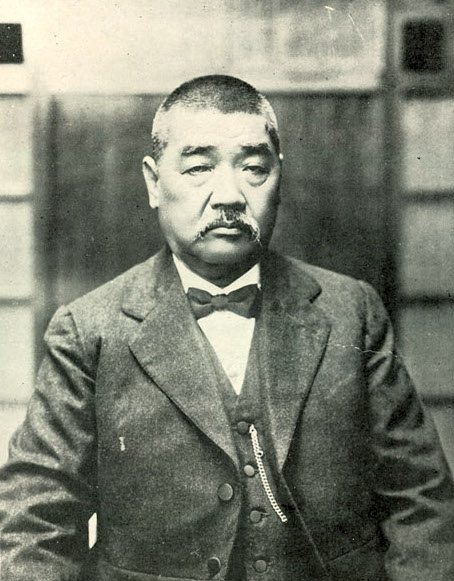
郭春秧，攝影於1921年前後。

郭春秧（1860年—1935年），是一位出身福建省同安縣的南洋貿易商人。

## 生平

### 早年生活
1860年，郭春秧出生於福建省同安縣；祖先來自河南汾陽郡，為唐朝政治家郭子儀之後代，祖父郭其雨是清朝資政大夫，父親郭河北是清轉運使。不久，他的父親郭河北逝世。祖母許氏守節51年，朝廷為其樹立『志潔行芳』牌坊，光緒狀元夏同和、維新先驅康有為、民國總統徐世昌都為其題詞。
1876年前後，郭春秧隨叔父郭河東前往爪哇，經營白米、茶葉、蔗糖等農產品貿易；此後，他們在三寶壟創辦郭河東有限公司，又於巴達維亞、泗里末、日惹、梭羅、井里汶、芝拉扎、烏路義里、上海、漢口、天津、廈門、新加坡、香港、臺灣等地設立分公司，並代理大阪商船會社、山下輪船公司、香港禎祥公司（北角填海造地）等，又在爪哇與堤林數衛設立南洋商會、南洋倉庫等事業。

### 前往臺灣
1888年，郭春秧前往臺灣經營茶葉產銷事業，並在大稻埕成立錦茂茶行，由其姪郭博容擔任總經理，外銷包種茶至南洋，更參與創立臺灣茶商公會。1895年，臺灣總督府准予歸化，郭春秧此後以日本臺灣籍身分在南洋繼續進行商業活動；當時，他的事業以爪哇地區糖業為主，臺灣包種茶為輔，同時於爪哇出口蔗糖、咖啡、胡椒等，進口包種茶、白米等。
後來，郭春秧也致力於創辦銀行，在臺灣協助以陳朝駿等茶商為核心的新高銀行創設並認購其股票，又在三寶壟籌辦以華僑資金為主的軒轅銀行；但是，當地僑商黃仲涵隨後放棄資助，臺灣銀行也不願准予貸款補足資金缺口，軒轅銀行因而宣告成立失敗。
1909年，郭春秧與日本駐巴達維亞領事浮田鄉次共同成立「爪哇巴達維亞臺灣公會」，會員包含多位爪哇僑商。
1918年，爪哇禁止外國茶葉輸入，郭春秧前往東京請求交涉。1919年，華南銀行設立，郭春秧出任該行顧問。1923年，關東大地震發生，郭春秧捐三十萬圓賑災。
1930年代經濟大蕭條發生後，郭春秧在爪哇的製糖事業嚴重衰退，負債急遽增加。1935年2月中旬，郭春秧在大稻埕錦茂茶行過世。
此外，郭春秧曾促成臺灣總督府減免包種茶的出口稅，並在擔任三寶壟中華商會會長時於其會館開辦華僑子弟教育課程，又另協助於當地設立華英中學。

## 榮譽
- 勳五等旭日章 (1919年)
- 四等瑞寶章 (1928年)[1]

## 紀念
- 1930年代，英屬香港政府將北角其中一條街命名為「春秧街」以表揚其貢獻。

## 軼事
- 雕塑家黃土水曾在1929至1930年間為他製作胸像一座及坐像三座。[1]

## 外部連結
- 郭春秧與國民製糖公司 - eResources - National Library （页面存档备份，存于）
- 郭春秧別墅:“糖王”眼光氣概的真實注腳--福建頻道--人民網 （页面存档备份，存于）
- 郭春秧 - 臺灣總督府府報[]
- 被遗忘的富贾——郭春秧两岸秘密档案2017.08.24 - 厦门卫视_厦门广电网 （页面存档备份，存于）
- 雲海-榕樹頭四圍走-《糖王》郭春秧| 觀看影片- 新聞香港 - 雅虎香港新聞 （页面存档备份，存于）（粵語）
- 祝郭春秧先生六十晉一榮慶（淸·陳宗賦） （页面存档备份，存于）